# Guerra da Livônia
A Guerra da Livônia (português brasileiro) ou Guerra da Livónia (português europeu) de 1558–1582 foi um longo conflito militar entre a Rússia Czarista e a coalizão da Dinamarca, Grão-Ducado da Lituânia, Reino da Polônia (mais tarde República das Duas Nações) e a Suécia pelo controle da Livônia Maior (o atual território da Estônia e da Letônia).
No final da década de 1550, a Confederação da Livônia tinha se enfraquecido devido à Reforma Protestante, enquanto que seu vizinho oriental, a Rússia, havia se tornado mais forte depois de derrotar os canatos muçulmanos de Cazã e Astracã. O conflito entre a Rússia e as forças ocidentais foi exacerbado pelo isolamento da Rússia do comércio marítimo. Nem podia o czar contratar trabalhadores qualificados na Europa.
Em 1547 Hans Schlitte, o representante comercial do czar Ivã IV, contratou artesãos na Alemanha para trabalharem na Rússia. Porém, todos esses artesãos foram presos em Lubeque por solicitação da Livônia. A Liga Hanseática alemã ignorou o novo porto construído pelo czar Ivã na costa leste da foz do rio Narva, em 1550 e continuou a despachar as mercadorias para os portos pertencentes à Livônia.
O czar Ivã IV exigiu então que a Confederação da Livônia pagasse 40000 taleres pelo Bispado de Dorpat, alegando que o território tinha uma vez pertencido à República da Novogárdia. A disputa terminou com a invasão russa em 1558. As tropas russas ocuparam Dorpat (Tartu) e Narwa (Narva), e iniciaram o cerco a Reval (Tallinn). O alvo do czar Ivan era o de conseguir o vital acesso ao Mar Báltico.
As ações do czar Ivã conflitaram com o interesse de outros países. Após a desastrosa Batalha de Ergeme, a enfraquecida Ordem da Livônia foi dissolvida (Pacto de Wilno, 1560), e suas terras foram divididas entre o Grão-Ducado da Lituânia (Ducatus Ultradunensis), a Suécia (Estland, atualmente a parte norte da Estônia) e a Dinamarca (Ösel). O último Mestre da Ordem da Livônia, Gotardo Kettler, tornou-se o primeiro governante do Estado vassalo lituano (depois República das Duas Nações), o Ducado da Curlândia.
Érico XIV da Suécia e Frederico II da Dinamarca enviaram tropas para protegerem seus novos territórios adquiridos. Em 1561, o conselho da cidade de Reval rendeu-se à Suécia e tornou-se o posto avançado para futuras conquistas suecas na região. Em 1562, a Rússia entrou em guerra com a Lituânia e a Suécia. No começo, os exércitos do czar tiveram sucesso, tomando Polotsk (1563) e Pernau (Pärnu) (1575) e conquistando a maior parte do território da Lituânia até Vilnius, o que o levou a não aceitar a proposta de paz de seus inimigos.
Contudo, o czar começou a encontrar dificuldades em 1579. Os Tártaros da Crimeia devastaram territórios russos e incendiaram Moscou, um período de secas e epidemias afetou fatalmente a economia e a Opríchnina tinha se separado completamente do governo, enquanto que a Lituânia havia unido-se com a Polônia (1569) e conseguido um líder enérgico, Stefan Batory, apoiado pelo Império Otomano (1576). Batory não apenas reconquistou Polotsk, mas também apossou-se das fortalezas russas em Sokol, Velizh, Usvzat, Velikie Luki e sitiou Pescóvia (1581–82). A cavalaria da República das Duas Nações devastou as regiões de Smolensk, Chernigov, Ryazan e o sudoeste do território da Novogárdia. Em 1581, um exército de mercenários contratado pela Suécia e comandado por Pontus de la Gardie capturou a cidade estratégica de Narva.
Esses acontecimentos levaram à assinatura do Tratado de Jam Zapolski, em 1582 entre a Rússia e a República das Duas Nações no qual a Rússia renunciou ao seu interesse pela Livônia. No ano seguinte, o czar também fez um acordo de paz com a Suécia. Através do Tratado de Plussa, a Rússia perdeu Narva e a costa sul do Golfo da Finlândia, sendo este o seu único acesso ao Mar Báltico. A situação foi parcialmente revertida doze anos mais tarde, segundo o Tratado de Tyavzino que encerrou uma nova guerra entre a Suécia e a Rússia.